# Johann August Nahl

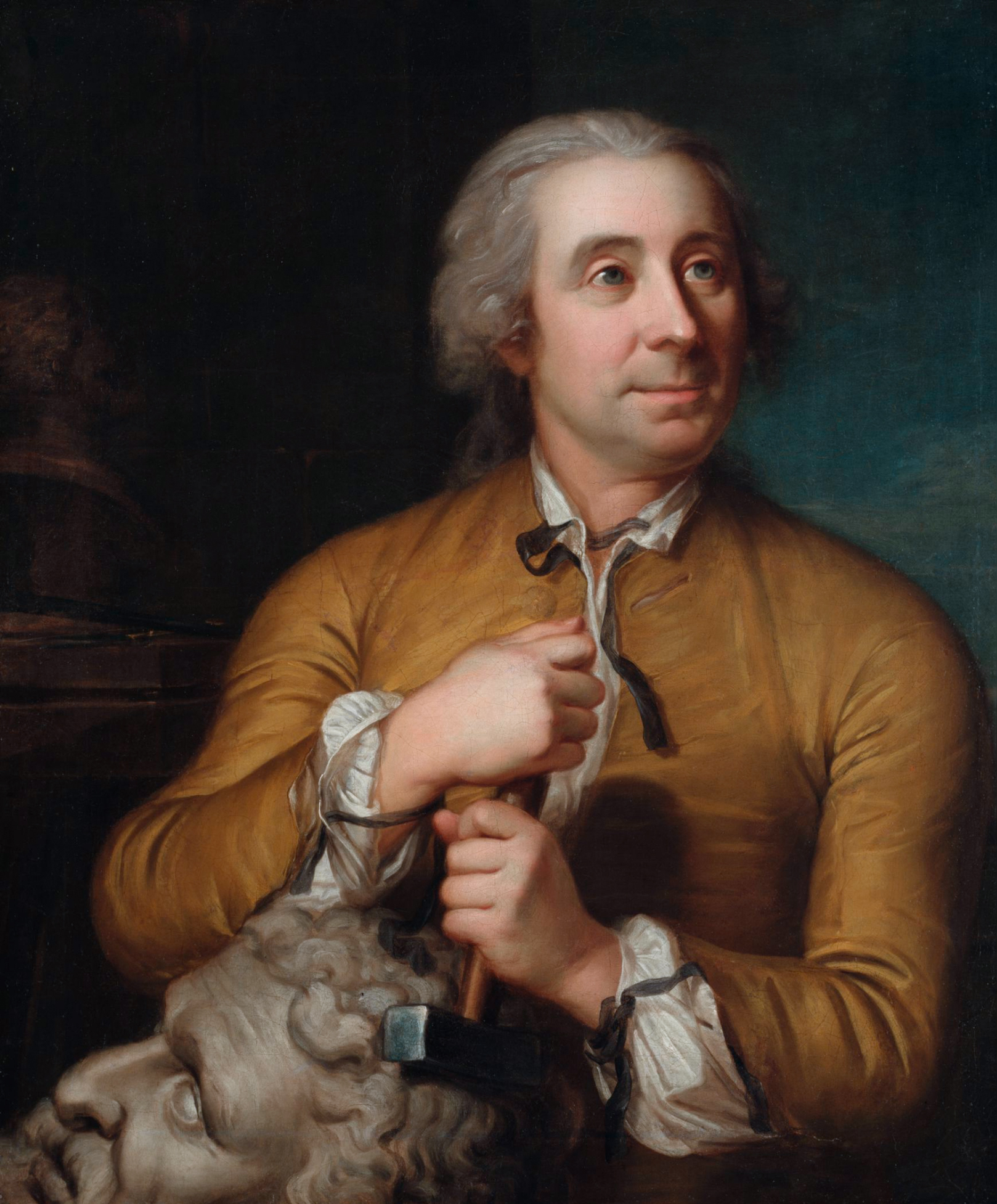
Portret door Jakob Emanuel Handmann (1755)

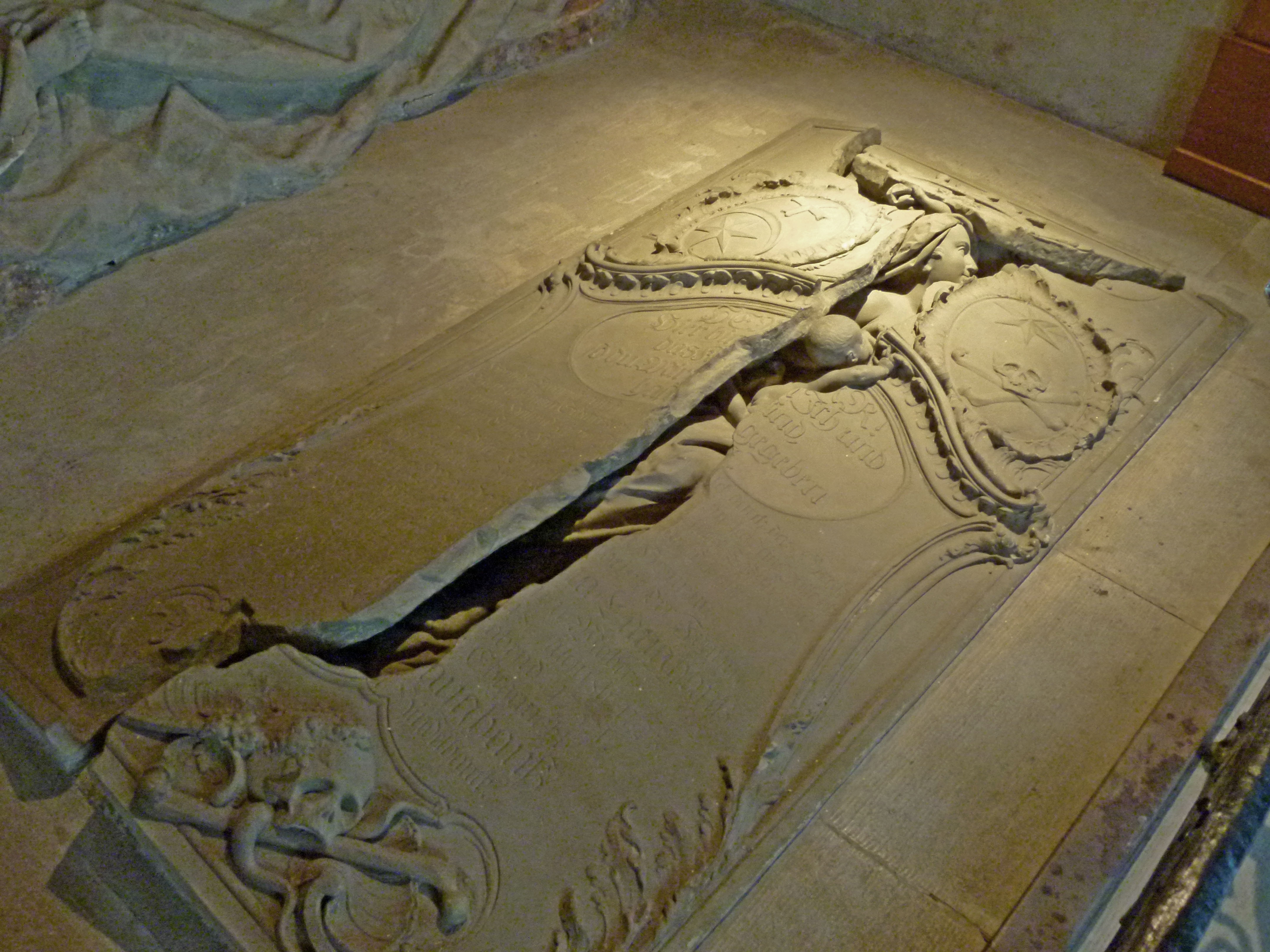
Graf van Maria Magdalena Langhans (1751)

Johann August Nahl (Berlijn, 22 augustus 1710 – Kassel, 22 oktober 1781) was een Duitse beeldhouwer en stuccist. 
Hij werd opgeleid door zijn vader Johann Samuel Nahl (1664-1727), die hofbeeldhouwer van koning Frederik I was. Op 18-jarige leeftijd ondernam Nahl een reis via Sigmaringen en Bern naar Straatsburg, waar hij werkte voor Robert Le Lorrain. In 1731 ging hij naar Parijs, vervolgens in 1734 naar Rome, in 1735 naar Schaffhausen en dan terug naar Straatsburg. Hij kreeg er in 1736 het poorterschap. Eerst werkte hij voor François Klinglin en later voor bisschop Armand-Gaston de Rohan-Soubise (in het huidige Palais Rohan). 
Het bekendste werk van Nahl is de grafsteen die hij in 1751 maakte voor Maria Magdalena Langhans. Zij was de vrouw van de predikant van Hindelbank bij wie hij toen logeerde. De sculptuur werd enorm bewonderd in de 18e eeuw, onder meer door Goethe.
Johann August Nahl de Jonge (1752-1825) zette het werk van zijn vader verder.
- Gemeinsame Normdatei: 119244853
- Historisch woordenboek van Zwitserland: 022547
- International Standard Name Identifier: 0000 0000 6677 7200
- Library of Congress Control Number: nr95039609
- Nationale Bibliotheek van Polen: a0000003522167
- Nederlandse Thesaurus van Auteursnamen: 110168364
- RKD-Nederlands Instituut voor Kunstgeschiedenis: 58782
- SIKART: 4023512
- Union List of Artist Names: 500116572
- Virtual International Authority File: 54953760
- WorldCat: E39PBJkhQmFpfmvYFM3VP47JXd